# Hillsborough County (New Hampshire)
Hillsborough County ist ein County im Bundesstaat New Hampshire der Vereinigten Staaten. Im Jahr 2020 lebten hier 422.937 Menschen. Der Verwaltungssitz (County Seat) ist Manchester und Nashua.

## Geographie
Das County hat eine Fläche von 2.311 Quadratkilometern; davon sind 41 Quadratkilometer (1,78 Prozent) Wasserflächen. Es wird vom Office of Management and Budget zu statistischen Zwecken als Manchester–Nashua, NH Metropolitan Statistical Area geführt.
Nachbar-Countys
- Merrimack County, Norden
- Rockingham County, Osten
- Middlesex County (Massachusetts), Süden
- Essex County (Massachusetts), Süden
- Cheshire County, Westen
- Sullivan County, Nordwesten

## Geschichte
Zwei Orte im County haben den Status einer National Historic Landmark, die Künstlerkolonie MacDowell Colony und die Franklin Pierce Homestead. 104 Bauwerke und Stätten des Countys sind insgesamt im National Register of Historic Places eingetragen (Stand 15. Februar 2018).
| Jahr      | 1980    | 1990    | 2000    | 2010    | 2020    |
| --------- | ------- | ------- | ------- | ------- | ------- |
| Einwohner | 276.341 | 336.073 | 380.841 | 400.721 | 422.937 |

## Städte und Gemeinden
Hillsborough County teilt sich in zwei Cities und 29 Towns, beide Begriffe werden ins Deutsche mit Stadt übersetzt. Die Zahlen hinter den Ortsnamen sind die Einwohnerzahlen der Volkszählung von 2020. Im County befinden sich die beiden größten Städte New Hampshires, die sich beide den County Seat teilen.
Cities
- Manchester, 115.644
- Nashua, 91.322

Towns
- Amherst, 11.753
- Antrim, 2.651
- Bedford, 23.322
- Bennington, 1.501
- Brookline, 5.639
- Deering, 1.904
- Francestown, 1.601
- Goffstown, 18.577
- Greenfield, 1.713
- Greenville, 1.974
- Hancock, 1.731
- Hillsborough, 5.939
- Hollis, 8.342
- Hudson, 25.394
- Litchfield, 8.478
- Lyndeborough, 1.702
- Mason, 1.448
- Merrimack, 26.632
- Milford, 16.131
- Mont Vernon, 2.584
- New Boston, 6.108
- New Ipswich, 5.204
- Pelham, 14.222
- Peterborough, 6.418
- Sharon, 359
- Temple, 1.382
- Weare, 9.092
- Wilton, 3.896
- Windsor, 262